# Polonia Bytom w sezonie 1948
Ten artykuł przedstawia wyniki meczów piłkarskich Polonii Bytom w sezonie 1948.

## Liga
W 1948 roku Polonia uczestniczyła w rozgrywkach I ligi. Drużyna grała w wiśniowych koszulkach i błękitnych spodenkach. Piłkarze zdobyli 23 punkty w 26 meczach, strzelili 48 bramek, a stracili 55 i zajęli dziesiąte miejsce w lidze.

| Lp. | Data  | Dom/ Wyjazd | Przeciwnik       | Wynik     | Sędzia      | Widzów | Bramki                                                            | Skład |
| --- | ----- | ----------- | ---------------- | --------- | ----------- | ------ | ----------------------------------------------------------------- | --- |
| 1   | 14.03 | W           | Legia Warszawa   | 1:3 (0:1) | Seichter    | ~8000  | Wiśniewski 49'                                                    | Wójcicki, Komórkiewicz, Salik, Sulikowski, Szmyd, Nebylski, Pochopin, Trampisz, Matyas, Kulawik, Wiśniewski                         |
| 2   | 21.03 | D           | Widzew Łódź      | 2:1 (2:0) | Olecki      | ~4000  | Pochopin 24', Matyas 38'                                          | Koczapski, Komórkiewicz, Grochowski, Sulikowski, Szmidt, Niebylski, Pochopin, Matyas, Trampisz, Kulawik, Wiśniewski                 |
| 3   | 11.04 | D           | ŁKS Łódź         | 4:3 (0:2) | Sznajder    |        | Szmidt 55' (karny), Kazimierowicz 58', Matyas 67', Wiśniewski 73' | Kotapski, Komórkiewicz, Grochowski, Lelomok, Szmyt, Niebylski, Kaźmierowicz, Matyas, Kulawik, Ceglarek, Wiśniewski                  |
| 4   | 25.04 | W           | Wisła Kraków     | 0:5 (0:2) | Bergtal     | +7000  |                                                                   | Wójcicki, Komórkiewicz, Grocholski, Lelonek, Szmidt, Niebylski, Kazimierowicz, Matyas, Trampisz, Kulawik, Wiśniewski                |
| 5   | 02.05 | D           | Polonia Warszawa | 1:1 (1:0) | Chruściński | ~10000 | Pochopin ?'                                                       | |
| 6   | 09.05 | D           | Garbarnia Kraków | 4:1 (0:0) | Nalepa      |        | Ceglarek 50', Wiśniewski 60', Kulawik ?, Trampisz ?'              | |
| 7   | 23.05 | W           | Tarnovia Tarnów  | 1:0 (1:0) | Kuc         | ~7000  | Matyas 3'                                                         | |
| 8   | 30.05 | W           | Warta Poznań     | 3:1 (1:1) |             |        | Kulawik 23', 52', Schmidt 80'                                     | Wieczorkowski, Grochowski, Komórkiewicz, Schmidt, Lelonek, Strzewiczek, Wiśniewski, Kulawik, Schmyt, Matyas, Trampisz               |
| 9   | 03.06 | D           | Rymer Rybnik     | 3:1 (3:0) | Stopa       | +10000 | Trampisz 16', 45', Matyas 43'                                     | Wieczorkowski, Grochowski, Komórkiewicz, Schmidt, Lelonek, Strzewiczek, Wiśniewski, Kulawik, Schmyt, Matyas, Trampisz               |
| 10  | 06.06 | D           | ZZK Poznań       | 1:2 (0:1) | Michalik    | ~6000  | Matyas 49'                                                        | Wieczorkowski, Komórkiewicz, Grochowski, Strzewiczek, Lelonek, Schmidt, Trampisz, Matyas, Ceglarek, Kulawik, Wiśniewski             |
| 11  | 20.06 | W           | AKS Chorzów      | 2:3 (2:1) | Bukowski    | ~10000 | Wiśniewski ?', Kulawik ?'                                         | |
| 12  | 04.07 | W           | Cracovia         | 1:2 (1:2) | Nowakowski  | ~8000  |                                                                   | Wieczorkowski (Koczapski), Strzewiczek, Grochowski, Niebylski, Lelonek, Schmidt, Kazimierowicz, Matyas, Schmyt, Kulawik, Wiśniewski |
| 13  | 11.07 | D           | Ruch Chorzów     | 1:1 (1:0) | Daper       | ~30000 | Schmidt 3'                                                        | |
| 14  | 01.08 | D           | Wisła Kraków     | 2:4 (1:2) | Latosiński  | ~8000  | Matyas 7' (karny), Kulawik 83'                                    | Wieczorkowski, Grochowski, Strzewiczek, Lelonek, Szmyd, Salik, Wiśniewski, Kulawik, Kozak, Matyas, Trampisz                         |
| 15  | 08.08 | W           | Polonia Warszawa | 1:3 (0:3) | Winiarski   | ~7000  | Matyas 61' (karny)                                                | Wieczorkowski (Koczapski) - Strzewiczek, Grochowski - Salik, Lelonek, Szmyd - Trampisz, Matyas, Szmidt, Kulawik, Wiśniewski         |
| 16  | 15.08 | W           | Garbarnia Kraków | 1:4 (0:0) |             |        |                                                                   | |
| 17  | 29.08 | D           | Legia Warszawa   | 1:2 (0:1) | Muszyła     | ~6000  | Trampisz 55'                                                      | |
| 18  | 05.09 | W           | Widzew Łódź      | 1:2 (0:1) | Kukulski    | ~5000  | Trampisz 89'                                                      | |
| 19  | 09.09 | W           | Rymer Rybnik     | 2:2 (1:1) | Kusz        | ~6000  | Trampisz ?', Wiśniewski ?'                                        | |
| 20  | 26.09 | D           | Cracovia         | 2:3 (1:1) | Kowalski    | ~10000 |                                                                   | Koczapski, Śliwiński, Salik, Komórkiewicz, Lelonek, Niebylski, Kazimierowicz, Szmyd, Szmidt, Kulawik, Trampisz                      |
| 21  | 24.10 | D           | AKS Chorzów      | 3:3 (1:1) | Dabert      | +5000  | Ceglarek 44', Salik 67', Szmidt 69'                               | Koczapski, Śliwiński, Salik, Komórkiewicz, Lelonek, Niebylski, Kazimierowicz, Szmyd, Szmidt, Kulawik, Trampisz                      |
| 22  | 01.11 | W           | ZZK Poznań       | 2:4 (1:2) | Żmudziński  |        | Szmidt 25', Trampisz 61'                                          | Koczapski, Salik, Szmyd, Symonek, Lelonek, Komórkiewicz, Wiśniewski, Ceglarek, Kulawik, Szmidt, Trampisz                            |
| 23  | 07.11 | W           | ŁKS Łódź         | 3:3 (1:1) | Kukucki     | ~8000  | Wiśniewski ?, Trampisz ?', Szmiganowski 70'                       | Koczapski, Szmyd, Salik, Komórkiewicz, Lelonek, Symonek, Szmiganowski, Trampisz, Szmidt, Kulawik, Wiśniewski                        |
| 24  | 14.11 | D           | Warta Poznań     | 3:0 (2:0) | Fronczak    | +4000  | Wiśniewski 10', Szmidt 45', ?'                                    | Koczapski, Szmyd, Strzewiczek, Komórkiewicz, Lelonek, Niebylski, Trampisz, Ceglarek, Szmidt, Kulawik, Wiśniewski                    |
| 25  | 21.11 | D           | Ruch Chorzów     | 2:1 (1:1) | Winiarski   | ~7000  | Wiśniewski 30', Szmidt 60'                                        | Koczapski, Strzewiczek, Szmyd, Komórkiewicz, Lelonek, Niebylski, Trampisz, Ceglarek, Szmidt, Kulawik, Wiśniewski                    |
| 25  | 28.11 | D           | Tarnovia Tarnów  | 1:0 (1:0) | Sperling    | +7000  | Szmidt 11'                                                        | Koczapski, Strzewiczek, Szmyd, Komórkiewicz, Lelonek, Niebylski, Trampisz, Ceglarek, Szmidt, Kulawik, Wiśniewski                    |

## Mecze towarzyskie
| Lp. | Data  | Dom/ Wyjazd | Przeciwnik    | Wynik     | Sędzia | Widzów | Bramki                                                       | Skład |
| --- | ----- | ----------- | ------------- | --------- | ------ | ------ | ------------------------------------------------------------ | ----- |
| 1   | 29.03 | W           | Piast Gliwice | 5:1 (3:0) |        |        | Pochopin ?', Kulawik ?', ?', Kazimierowicz ?', samobójcza ?' |       |